# Крузейру-да-Форталеза
Крузейру-да-Форталеза (порт. Cruzeiro da Fortaleza) — муниципалитет в Бразилии, входит в штат Минас-Жерайс. Составная часть мезорегиона Триангулу-Минейру-и-Алту-Паранаиба. Находится в составе крупной городской агломерации . Входит в экономико-статистический  микрорегион Патросиниу. Население составляет 4202 человека на 2006 год. Занимает площадь 185,505 км². Плотность населения — 22,7 чел./км².

## История
Город основан 1 марта 1963 года. 

## Статистика
- Валовой внутренний продукт на 2003 год составляет 16 419 777,00 реалов (данные: Бразильский институт географии и статистики).
- Валовой внутренний продукт на душу населения на 2003 год составляет 4124,54 реалов (данные: Бразильский институт географии и статистики).
- Индекс развития человеческого потенциала на 2000 год составляет 0,795 (данные: Программа развития ООН).